# سي وورلد أبو ظبي

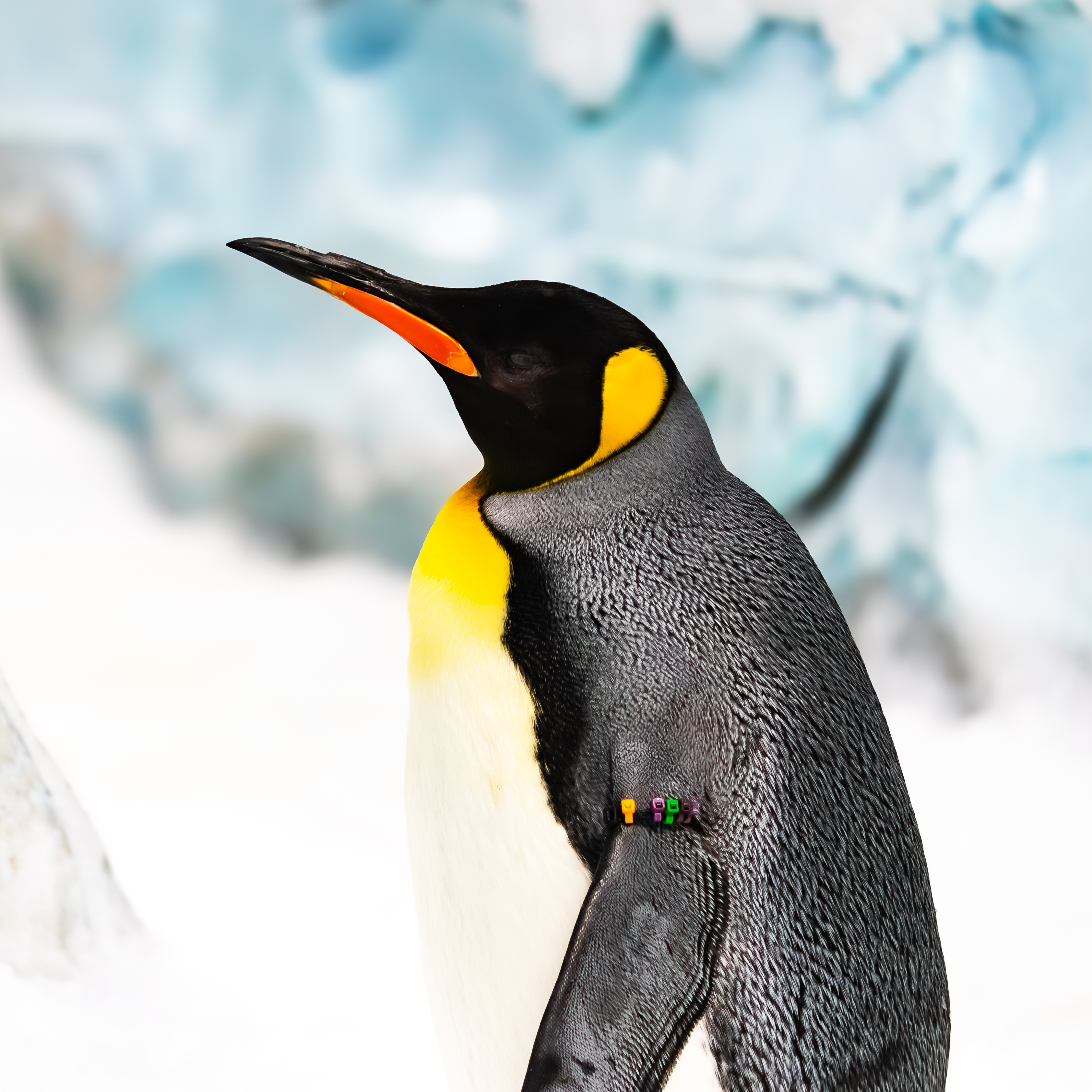

سي وورلد أبوظبي هي مدينة ترفيهية ومركز أبحاث وإنقاذ وتأهيل للكائنات البحرية يقع في جزيرة ياس بأبو ظبي.وهي أول سي وورلد خارج الولايات المتحدة والأول بدون حيتان قاتلة.
تم افتتاح (سي وورلد جزيرة ياس) في 23 مايو 2023 وتعتبر المدينة الترفيهية الوحيدة من نوعها في المنطقة وهي تتكون من خمسة طوابق داخلية بمساحة 183ألف متر مربع، تكشف من خلالها عن جمال وروعة المحيطات.
وقد حصلت سي وورلد أبوظبي على على اعتماد الجمعية العالمية الإنسانية، وهي العلامة التجارية الدولية لشركة (أميركان هيومن)، وأكبر جهة تصديق في العالم لرعاية الحيوان.
وفي 2024 سجَّلت «سي وورلد جزيرة ياس، أبوظبي» رقماً قياسياً في موسوعة غينيس للأرقام القياسية كأكبر مدينة ترفيهية داخلية للأحياء البحرية في العالم

## عوالم سي وورلد أبوظبي
تنقسم هذه المدينة الترفيهية إلى ثمانية أقسام تسمى عوالم وكل قسم مختلف عن الآخر ويحكي قصة جديدة عن الحياة البحرية في مكان من العالم وهذه العوالم هي:
- المحيط يجمعنا ويمثل مركز سي وورلد أبو ظبي حيث يقم عرضاً باستخدام الوسائط المتعددة يحكي حكاية المحيط الذي يجمعنا ويحوي هذا العالم مركز رعاية الحيوانات ومنه تنطلق الرحلة إلى بقية العوالم.
- محيط أبوظبي يصور الحياة البحرية المتنوعة والمميزة في الخليج العربي.
- المنطقة الصخرية والتي تضم كهفاً مخفيا تعيش فيه أسود البحر والفقمات.
- المحيط الاستوائي وتوجد فيها الدلافين وطيور الفلامينغو والطيور الاستوائية.
- محيط الكائنات الصغيرة ويضم الكائنات الحية الصغيرة التي تعيش في المحيطات وائرها الكبير على البيئة رغم صغر حجمها.
- المحيط اللامتناهي وهو عبارة عن أكواريوم للحياة البحرية يحتوي على 25 مليون لتر من المياه مع أكثر من 68 ألف حيوان بحري.

المحيط القطبي ويضم البيئة الجليدية الباردة والحيوانات التي تعيش فيها ويتكون من:
- القطب الجنوبي
- القطب الشمالي

## مركز ياس سي وورلد للبحوث والإنقاذ
تهدف  البرامج البحثية في مركز ياس سي وورلد للبحوث والإنقاذ إلى دراسة الخصائص المميزة للأنظمة البحرية في الخليج،  بالاعتماد على  أساليب مبتكرة لدعم استدامة وإحياء هذه الأنظمةويتمتع فريق بحوث سي وورلد بتجهيزات متقدمة تشمل معدات ميدانية ومخبرية متخصصة، ومرافق حديثة لتربية الأحياء المائية، بالإضافة إلى سفينة مخصصة للأبحاث البحرية.

## اعتماد رابطة حدائق الحيوان وأحواض الأحياء المائية
حصلت سي وورلد جزيرة ياس أبوظبي ومركز ياس سي وورلد للبحوث والإنقاذ أبوظبي، على اعتماد رابطة حدائق الحيوان وأحواض الأحياء المائية، وهذا يؤكِّد التزامهما بتطبيق أفضل المعايير في مجال رعاية الكائنات البحرية والحفاظ على تنوُّعها.

## الجوائز والتكريمات
- في 2024 حصدت «سي وورلد أبوظبي» 13 جائزة دولية، ودخلت موسوعة غينيس للأرقام القياسية كأكبر مدينة ترفيهية للأحياء البحرية في العالم.[7]
- نالت «سي وورلد  أبوظبي» ألقاباً عدة، منها «المفهوم الترفيهي الجديد والفريد من نوعه 2024» و«أفضل وجهة ترفيهية وتعليمية لعام 2024» من جوائز مجلس الشرق الأوسط وشمال إفريقيا للترفيه والجذب السياحي (مينالاك). وحصلت على جائزتين ذهبيتين عن حملتها الافتتاحية ضمن فئتي «الفن والترفيه» و«العلامة التجارية والتجربة»، وتُوِّجت بلقب «أفضل مدينة ترفيهية للأحياء البحرية» في جوائز العلامات التجارية العالمية.[8]

- عام 2024 فازت حملة الإطلاق الكبرى للمدينة بجائزة «أفضل حملة علاقات عامة في حالات الأزمات» من جوائز جمعية العلاقات العامة والاتصالات في الشرق الأوسط (PRCA) لعام 2024.[8]

## معرض الصور

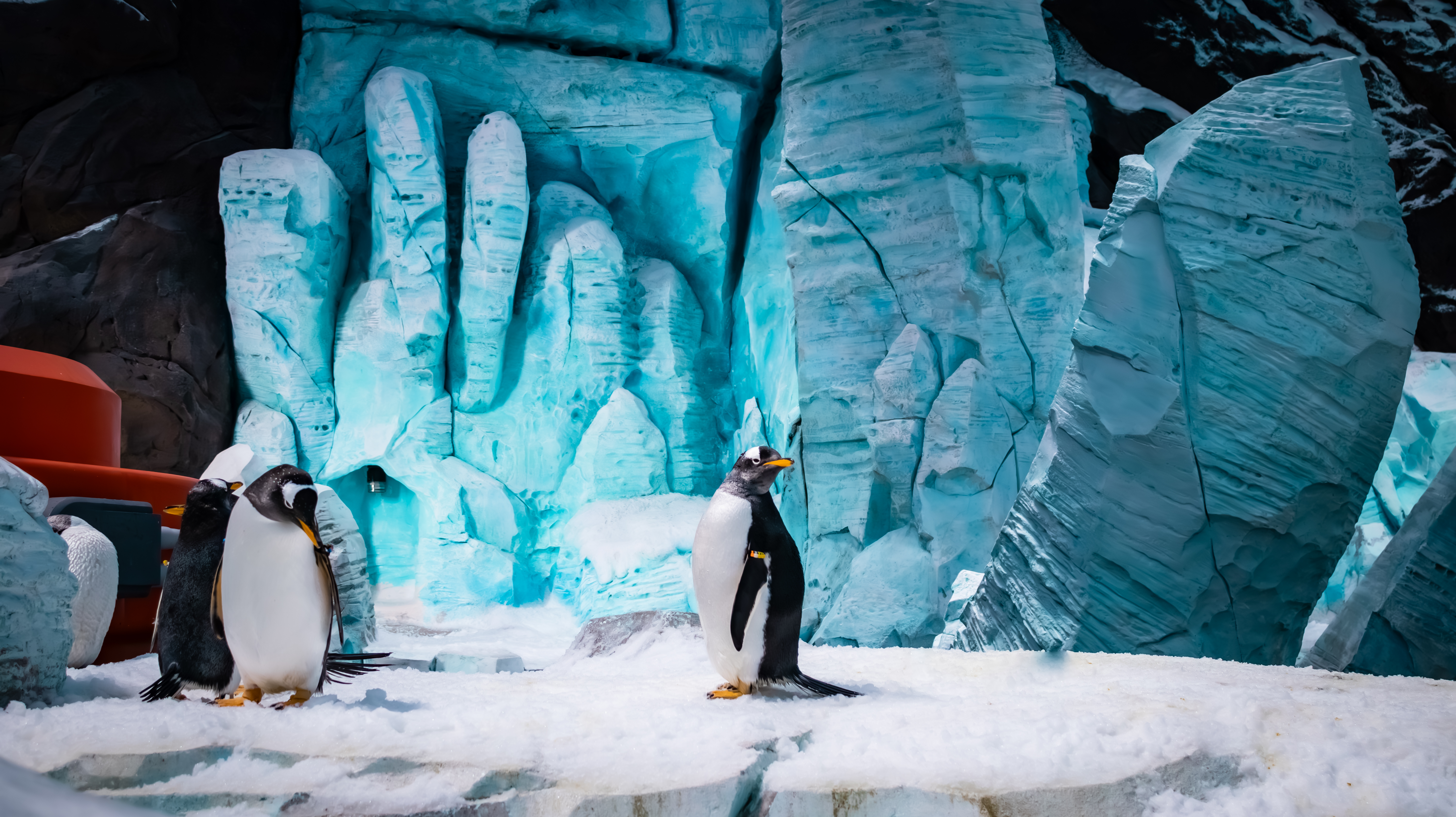

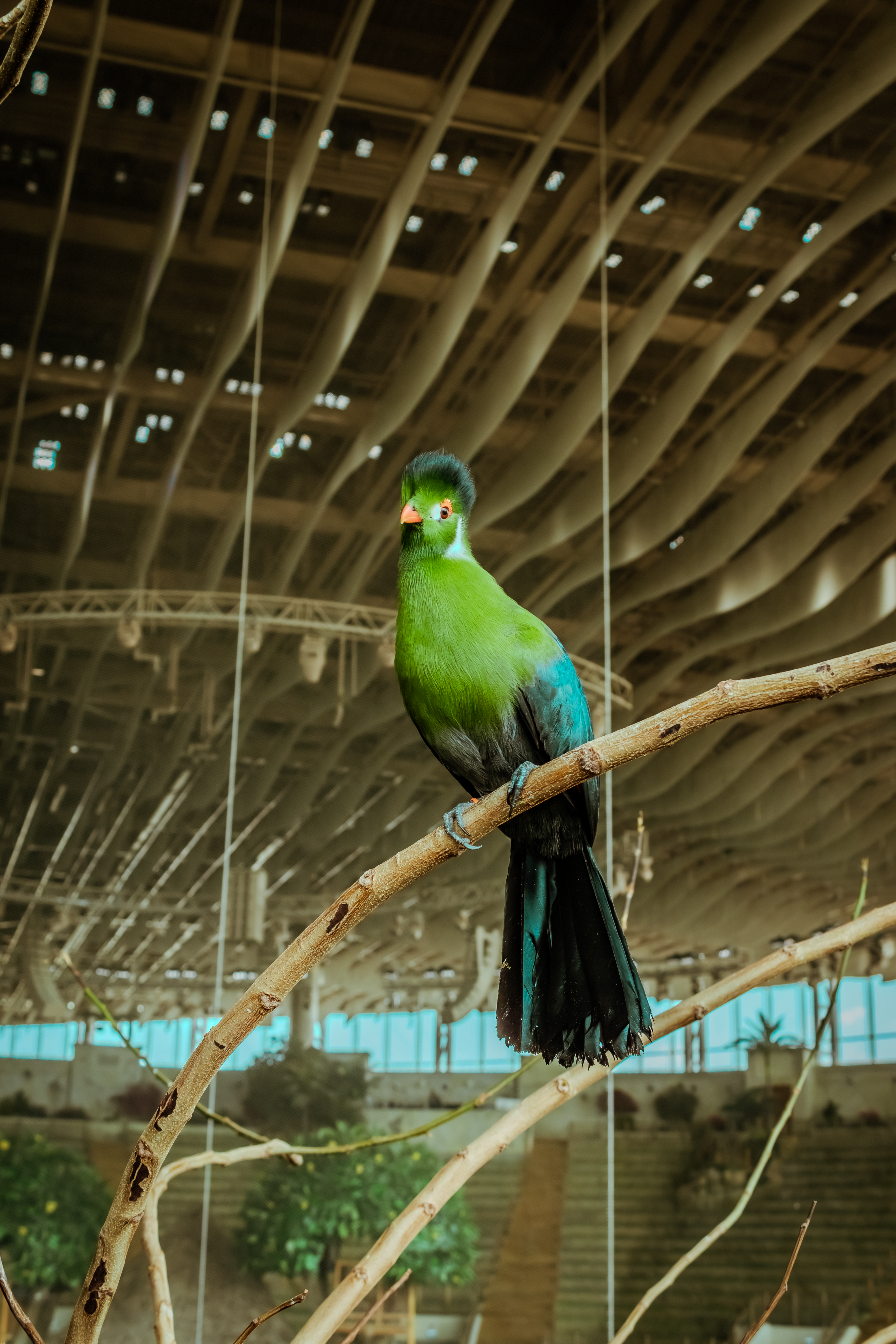

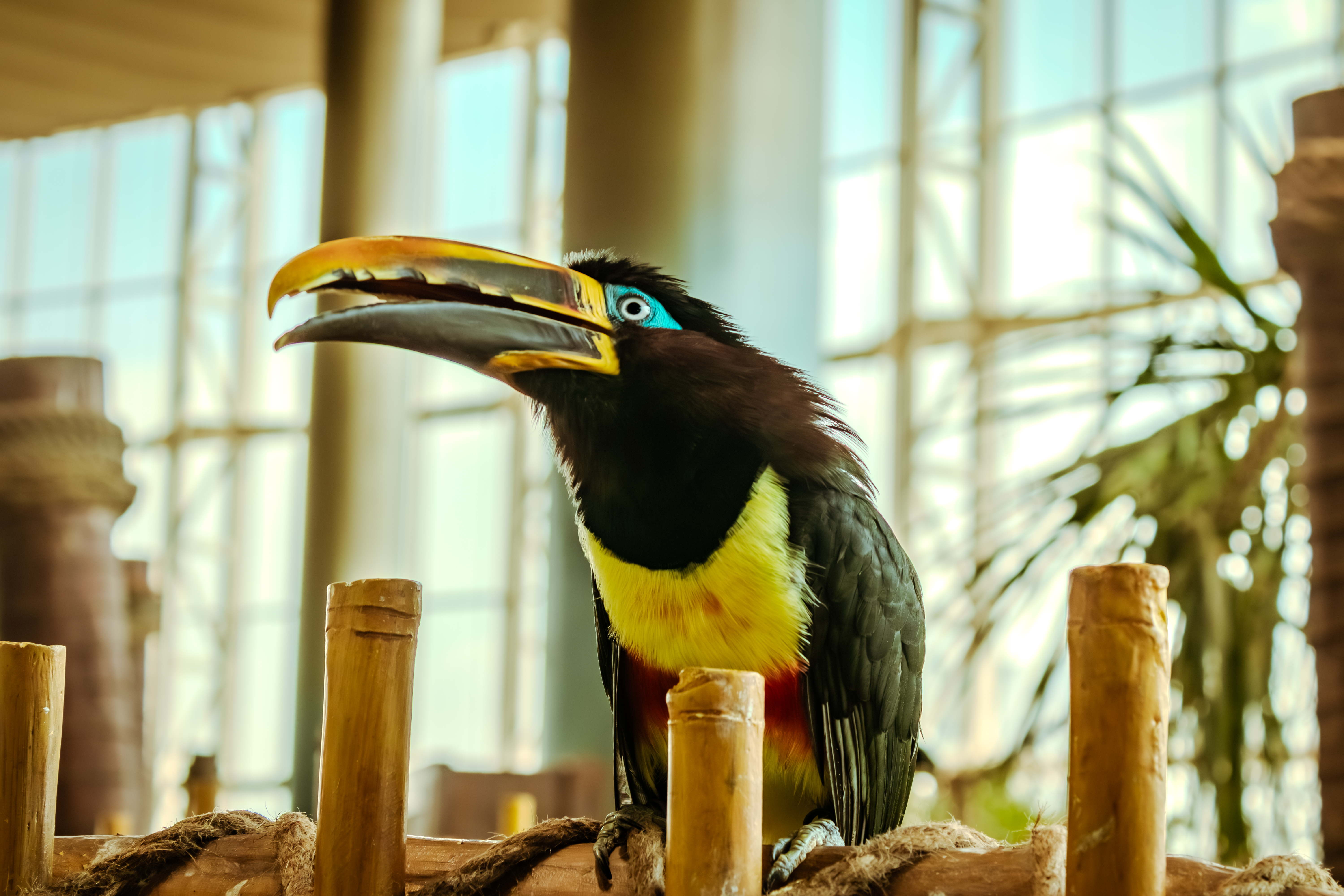

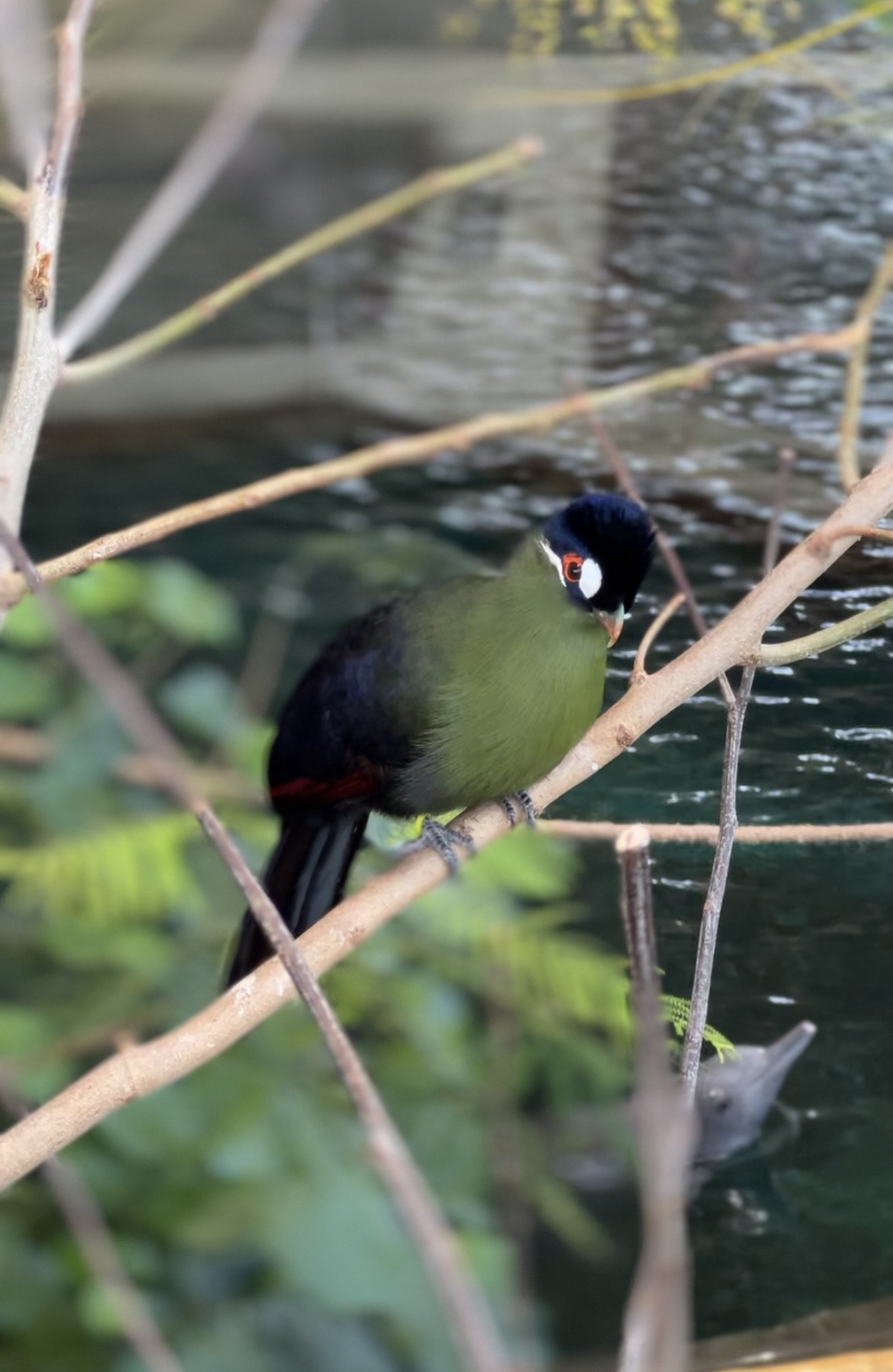

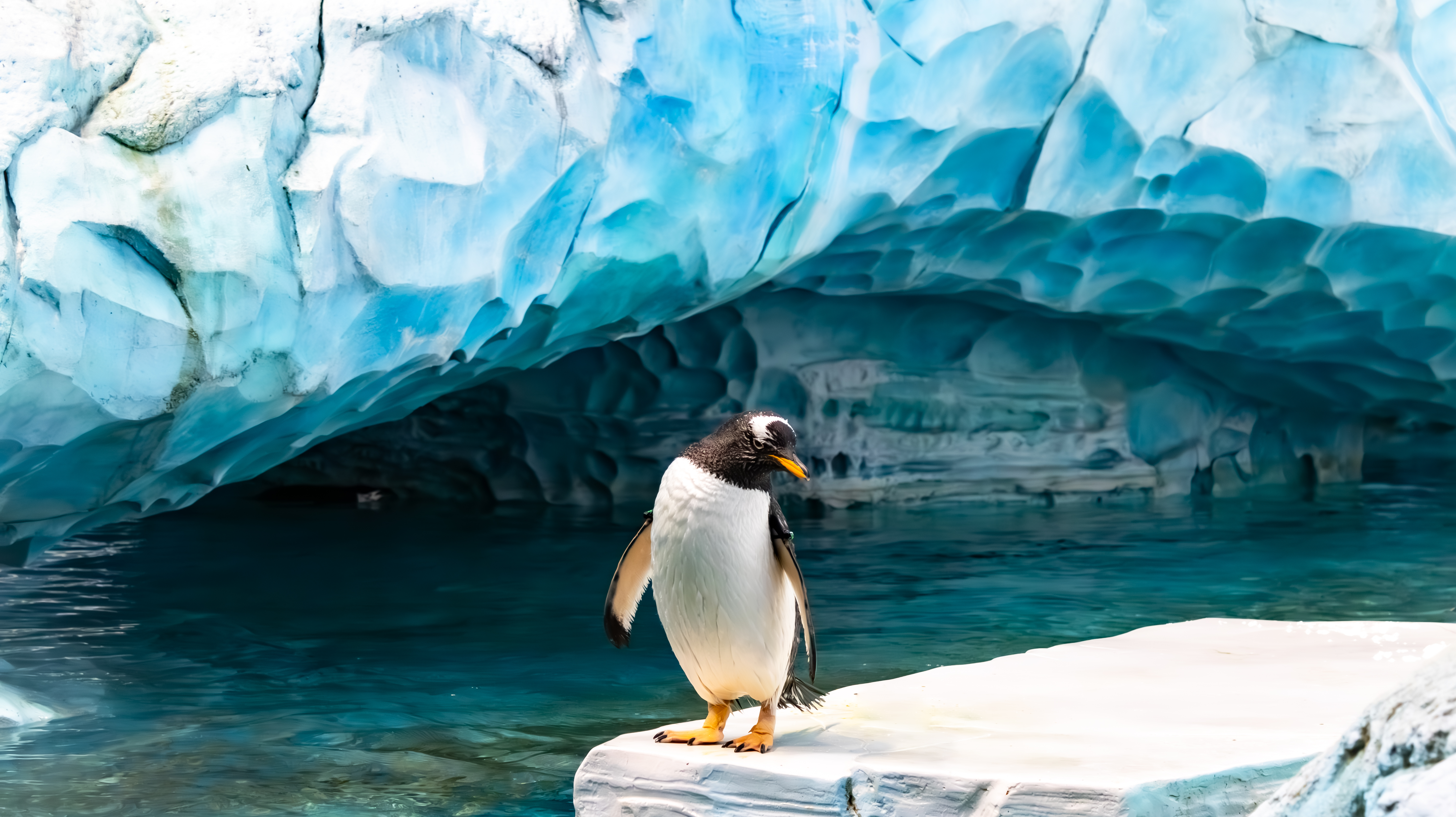

## وصلات خارجية
- الموقع الرسمي